# Roedderiet
Het mineraal roedderiet is een natrium-kalium-magnesium-ijzer-silicaat met de chemische formule (Na,K)2(Mg,Fe2+)5Si12O30. Het mineraal behoort tot de cyclosilicaten.

## Eigenschappen
Het mineraal vormt hexagonale kristallen, heeft een hardheid van 5 tot 6 en een gemiddelde dichtheid van 2,6. Het doorzichtige roedderiet kent geen splijting. De radioactiviteit van roedderiet is nauwelijks meetbaar. De gamma ray-waarde volgens het American Petroleum Institute is 27,1.

## Voorkomen
De typelocatie van roedderiet is niet gedefinieerd. Het mineraal wordt gevonden in de Bellerberg in het Duitse middelgebergte Eifel.